# Chirurgie colorectală

Chirurgia colorectală este un domeniu în medicină care se ocupă cu tulburări ale rectului, anusului, și colonului. Domeniul este, de asemenea, cunoscut sub numele de proctologie, dar acest termen este rar utilizat în medicină, pentru a identifica practicile referitoare la anus și rect, în special. Cuvântul „proctologie” este derivat din cuvântul grecesc πρωκτς proktos, însemnând „anus” sau „hindparts” și -λογια -logia, însemnând „știință” sau „studiu”.
Medicii specializați în acest domeniu al medicinei sunt numiți chirurgi colorectali sau proctologi. În Statele Unite, pentru a deveni chirurgi colorectali, medicii chirurgi trebuie să finalizeze o rezidență de chirurgie generală și, de chirurgie colorectală, după care sunt eligibili pentru a fi certificați în domeniul lor de expertiză de către American Board of Colon and Rectal Surgery sau American Osteopathic Board of Proctology. În alte țări, certificarea pentru a practica proctologie este dată chirurgilor la sfârșitul unei subspecialității de 2-3 ani rezidență de către consiliul de chirurgie al țării.

## Domeniul de aplicare al specialității
Tulburările chirurgicale colorectale includ:
- varicozități sau umflături, și Inflamație de venă în rect și anus (hemoroizi)
- fisuri nenaturale sau lacrimi în anus (fisură anală)
- conexiuni anormale sau pasaje între rect sau alte zone anorectale la suprafața pielii (fistulă)
- constipație severă
- incontinență fecală
- proeminența pereților rectului prin anus (prolaps rectal)
- defect de naștere cum ar fi imperforate anus
- tratamentul tulburărilor colice severe, cum ar fi boala Crohn
- cancer de colon și rect (cancer colorectal)
- repoziționarea zonei rectale în cazul în care a căzut
- cancer anal
- orice leziuni ale anusului
- îndepărtarea obiectelor inserate în anus

## Tratament chirurgical și proceduri de diagnosticare
Formele chirurgicale de tratament pentru aceste afecțiuni includ: colectomie, ileo/colostomie, polipectomie, strictureplastie, hemoroidectomie (în cazuri severe de hemoroizi), anoplastie și multe altele, în funcție de starea pe care o are pacientul. Procedurile de diagnosticare, cum ar fi colonoscopia, sunt foarte importante în chirurgia colorectală, deoarece pot spune medicului ce tip de diagnostic trebuie administrat și ce procedură trebuie făcută pentru a corecta starea. Alte proceduri de diagnostic utilizate de chirurgii colorectali includ: proctoscopie, defecografie, sigmoidoscopie. În ultima vreme, metoda chirurgicală laparoscopică a cunoscut un val de popularitate, datorită riscurilor sale mai mici, timpului de recuperare scăzut și inciziilor mai mici și mai precise realizate prin utilizarea instrumentelor laparoscopice.

## Pregătirea mecanică a intestinului
Pregătirea mecanică a intestinului (BMP) este o procedură lipsită de dovezi în literatura de specialitate, în care materiile fecale sunt expulzate din lumenul intestinal înainte de intervenția chirurgicală, cel mai frecvent prin utilizarea de fosfat de sodiu.